# Rebecca Twigg
Rebecca Lynne Twigg (ur. 26 marca 1963 w Honolulu) – amerykańska kolarka torowa i szosowa, dwukrotna medalistka olimpijska, siedmiokrotna medalistka torowych mistrzostw świata oraz wicemistrzyni świata w kolarstwie szosowym.

## Kariera
Pierwszy sukces Rebecca Twigg osiągnęła w 1981 roku, kiedy została mistrzynią USA w indywidualnym wyścigu na dochodzenie. W 1982 roku zdobyła złoty medal w tej samej konkurencji na mistrzostwach świata w Leicester, a na szosowych mistrzostwach świata w Altenrhein była druga w wyścigu ze startu wspólnego, przegrywając tylko ze Szwedką Marianne Berglund. W 1984 roku wystąpiła na igrzyskach olimpijskich w Los Angeles, gdzie w wyścigu ze startu wspólnego ponownie zajęła drugie miejsce, ulegając jedynie swej rodaczce Connie Carpenter. W ciągu następnych dziesięciu lat Twigg zdobyła pięć medali mistrzostw świata w indywidualnym wyścigu na dochodzenie: złote na MŚ 1985, MŚ 1987, MŚ 1993 i MŚ 1995, a na mistrzostwach w Colorado Springs w 1986 roku była druga za Francuzką Jeannie Longo. W tej konkurencji zdobyła również brązowy medal na igrzyskach olimpijskich w Barcelonie w 1992 roku – wyprzedziły ją tylko Niemka Petra Rossner i Australijka Kathy Watt. Ponadto podczas igrzysk olimpijskich w Atlancie w 1996 roku, gdzie w swojej koronnej konkurencji była piąta. Rebecca zdobywała wielokrotnie medale mistrzostw kraju zarówno w kolarstwie szosowym, jak i torowym.
Jej mężem był amerykański kolarz Mark Whitehead.